# Uông Bí
Uông Bí est une ville située au Viêt Nam, dans la région Nord-est (province de Quang Ninh).
La ville couvre une superficie de 240 km². La ville est devenue district le 25 février 2011.

## Population
En 2003, le district comptait une population de 98 949 habitants contre 105 755 au recensement de 2009, dont 74 678 habitants vivant dans la ville même.